# Milton Cruz
Milton Cruz (Cubatão, São Paulo, 1 de agosto de 1957) es un exfutbolista brasileño que se desempeñaba como delantero.
Integró la selección de fútbol de Brasil para los Juegos Olímpicos de Los Ángeles 1984.

## Trayectoria

### Como jugador
| Club                   | País           | Año       |
| ---------------------- | -------------- | --------- |
| São Paulo              | Brasil         | 1977-1979 |
| Tecos                  | México         | 1980-1982 |
| Nacional               | Uruguay        | 1982-1983 |
| Internacional          | Brasil         | 1983-1985 |
| Sport Recife           | Brasil         | 1985-1986 |
| Catuense               | Brasil         | 1987      |
| Náutico                | Brasil         | 1987      |
| Yomiuri                | Japón          | 1988-1989 |
| Botafogo               | Brasil         | 1989-1990 |
| Kashima Antlers        | Japón          | 1990-1992 |
| Oklahoma City Slickers | Estados Unidos | 1993      |

### Como entrenador
| Club                 | País   | Año       |
| -------------------- | ------ | --------- |
| São Paulo (interino) | Brasil | 2005-2015 |
| Náutico              | Brasil | 2017      |
| Figueirense          | Brasil | 2017-2018 |
| Sport Recife         | Brasil | 2019      |